# Розовый сироп

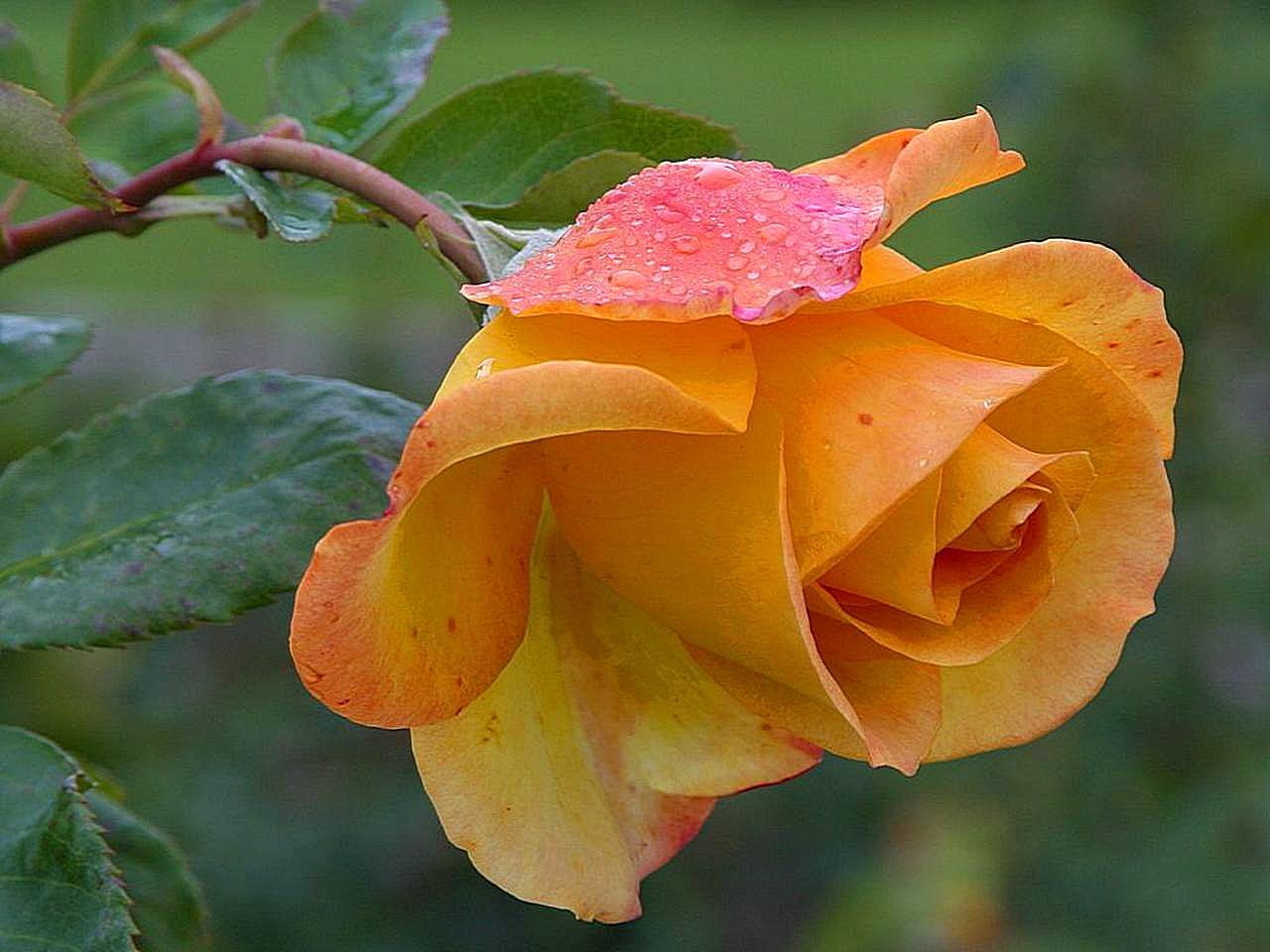
Лепестки роз используются для приготовления сиропов

Сироп из роз — вид сиропа, для приготовления которого необходимы лепестки роз, лимон или лимонная кислота, сахар и вода. Существует несколько рецептов для приготовления этого вида сиропа. Сироп из роз — один из ингредиентов для создания рахат-лукума, используется при создании коктейлей в качестве дополнительного ингредиента.

## Изготовление

### Первый способ
Для приготовления сиропа из роз понадобится 350 грамм розовых лепестков, 600 грамм сахара, сок 2 лимонов и 0,5 литра воды. Воду доводят до кипения и добавляют в нее сахар. Варят до тех пор, пока сахар не начнет растворяться. При появлении на поверхности воды характерных пузырьков, можно добавить лепестки. После того, как смесь проварится на огне около 20 минут, нужно взять марлю и использовать ее для процеживания. Отделенную от лепестков жидкость нужно перемешать с лимонным соком. Готовый сироп наливают в бутылку и закупоривают. Хранить нужно в помещении, в котором поддерживаются низкие температуры.

### Второй способ
Сироп можно приготовить из 4 стаканов ароматных лепестков роз,4 стаканов воды, 3 стаканов сахара и сока 1 лимона. Промытые лепестки помещаются в емкость, к ним добавляют сахар и тщательно перемешивают. Кастрюля закрывается крышкой на 2 дня, чтобы смесь настоялась. Затем добавляют воду и ставят кастрюлю на огонь. Когда вода закипает, кастрюлю снимают с огня и переливают через тонкое ситечко, и вновь ставят на огонь. Когда жидкость приобретет темноватый оттенок, добавляют лимонный сок и варят 5 минут. Сироп готов — кастрюлю снимают с огня и остужают. Затем его переливают в емкость. Перед подачей к столу берут 1 ст. ложку сиропа и разводят в 1 стакане воды. Допускается добавление кунжута, миндаля или гвоздики.

### Третий способ
400 грамм лепестков роз помещают на салфетку и обливают 1,2 литра кипяченной горячей воды. Вода должна стечь естественным способом, лепестки не нужно отжимать. После этого лепестки роз выкладываются на тарелку и их сбрызгивают соком лимона или смородины. Лепестки роз нужно растирать до тех пор, пока не будет заметен сок. Затем добавить 1, 5 стакана воды. Сок выжать, добавить 400 грамм сахара и поставить вариться на небольшом огне. Как только сахар начнет растапливаться, необходимо сразу снять его с огня для сохранения аромата.

### Четвертый способ
Лепестки роз помещают в миску и ошпаривают кипятком. Когда вода остынет, их отживают. Берут новые лепестки, помещают в чистую емкость и добавляют воду, которая получилась в результате первого ошпаривания лепестков. Емкость ставится на огонь и варится до тех пор, пока розы не станут желтоватыми. После этого отвар процеживается с использованием сита, а затем еще раз, через салфетку. На каждые 2 стакана полученной воды нужно добавить 1 стакан сахара и варить до получения густого сиропа, объем которого будет составлять 1,5 стакана.

### Пятый способ
Берутся 250 грамм лепестков масличной розы и 1 литр воды. Лепестки помещают в кипяток и проваривают около 5 минут в кастрюле с крышкой. После снятия с огня, охлаждают и процеживают. На 1 литр воды необходимо добавить 1 килограмм сахара и 15 грамм лимонной кислоты. Смесь варят в течение 5 минут и разливают в бутылки. Хранится сироп из лепестков роз в сухих и прохладных помещениях.